# Booker Ervin
Booker Ervin (født 31. oktober 1930 i Texas, død 31. juli 1970 i New York City) var en amerikansk tenorsaxofonist. 
Ervin er nok bedst kendt fra Charles Mingus' gruppe, selvom han i eget navn indspillede en del plader, som er væsentlige jazzindspilninger. 
Han har også spillet med Horace Parlan, Andrew Hill, Mal Waldron og Randy Weston. 
Ervin har ledet sin egen kvartet med f.eks. Alan Dawson, Jaki Byard og Richard Davis på pladeselskaberne Blue Note og Prestige.

## Diskografi
- The Book Cooks
- Cookin´
- That´s It
- Exultation
- The Freedom Book
- The Song Book
- Gumbo
- The Blues Book
- Groovin High
- The Trance
- Heavy!!
- Structurally Sound
- Booker ´n´ and Brass
- The In Between
- Tex Book Tenor